# Романув (Білобжезький повіт)
Романув (пол. Romanów) — село в Польщі, у гміні Висьмежиці Білобжезького повіту Мазовецького воєводства.
Населення — 94 особи (2011).
У 1975-1998 роках село належало до Радомського воєводства.

## Демографія
Демографічна структура станом на 31 березня 2011 року:
|          | Загалом | Допрацездатний вік | Працездатний вік | Постпрацездатний вік |
| -------- | ------- | ------------------ | ---------------- | -------------------- |
| Чоловіки | 43      | 8                  | 23               | 12                   |
| Жінки    | 51      | 11                 | 23               | 17                   |
| Разом    | 94      | 19                 | 46               | 29                   |